# Gesù di Nazaret. Dall'ingresso in Gerusalemme fino alla risurrezione
Gesù di Nazaret. Dall'ingresso in Gerusalemme fino alla risurrezione (Jesus von Nazareth. Vom Einzug in Jerusalem bis zur Auferstehung) è un saggio sulla figura storica di Gesù pubblicato da papa Benedetto XVI, al secolo Joseph Ratzinger, il 10 marzo 2011. La versione italiana è edita da Libreria Editrice Vaticana (stampata dalla Tipografia Vaticana e rilegata con copertina cartonata, ma rispetto al libro precedente e a quello successivo della serie, questa è stata cucita a filo refe anziché fresata), mentre l'originale tedesco è stato pubblicato da Verlag Herder.
È il secondo di tre volumi, che nel loro insieme ripercorrono la vita di Gesù. Il primo dei tre è stato pubblicato nel 2007 col titolo di Gesù di Nazaret, e tratta della vita pubblica di Gesù dal battesimo fino alla trasfigurazione. Il presente volume completa la parabola storica di Gesù, prendendo in esame la sua passione, morte e risurrezione in Gerusalemme. L'intento dell'autore è di completare l'opera con un terzo volume sull'infanzia e la "vita nascosta" di Gesù.

## Contenuto
Il testo propone, come spiega l'Autore, “uno sguardo sul Gesù dei Vangeli […] nell'ascolto in comunione con i discepoli di Gesù in tutti i tempi, per giungere alla certezza della figura veramente storica di Gesù” (p. 9). In altre parole, Ratzinger, nelle sue pagine, trae dalla esegesi biblica il senso di Gesù nella storia e, da tale senso, osserva la storicità di Gesù quale cifra ermeneutica della presenza umana nel mondo. 
Come il primo, anche questo secondo volume è doppiamente firmato, significativamente: Joseph Ratzinger-Benedetto XVI: a scrivere non è (solo) il Vescovo di Roma, Capo della Chiesa; è anzitutto il credente Joseph. Non si tratta dunque, a differenza delle encicliche, di un'opera di magistero. È un'opera di filosofia teologica.
Il volume interroga i Vangeli dall'Ingresso in Gerusalemme sino alla Resurrezione. In tale arco spirituale-cronologico si fanno avanti, nelle analisi, le narrazioni fondamentali della vita di Gesù, le quali divengono altrettanti motivi per analizzare questioni teologiche dai profondi e decisivi significati antropologici e metafisici. Troviamo, così, dopo il primo capitolo sull'arrivo a Gerusalemme, il secondo, dedicato al Discorso nel Tempio; il terzo alla Lavanda dei piedi; il quarto alla preghiera sacerdotale; il quinto all'ultima cena; il sesto alla sosta presso il Getsèmani; il settimo al processo; l'ottavo alla crocifissione e deposizione nel sepolcro; il nono, infine, alla risurrezione.

## Edizioni
- Joseph Ratzinger / Benedetto XVI, Gesù di Nazaret. Dall'ingresso in Gerusalemme fino alla risurrezione, Libreria Editrice Vaticana, Città del Vaticano 2011, 290 pp., ISBN 9788820984861
- (DE)  Joseph Ratzinger / Benedikt XVI., Jesus von Nazareth. Vom Einzug in Jerusalem bis zur Auferstehung, Verlag Herder, Freiburg-Basel-Wien 2011, 368 pp., ISBN 9783451329999